# Krótkofalarstwo

Znak międzynarodowego ruchu radioamatorskiego

Krótkofalarstwo (ang. ham radio, Amateur Radio) – hobby polegające na amatorskim nawiązywaniu dwustronnych łączności radiowych na wydzielonych pasmach radiowych – od fal długich, poprzez średnie, krótkie i ultrakrótkie do mikrofal, między krótkofalowcami za pomocą radiostacji oraz potwierdzaniu łączności kartami QSL. Osobną grupę krótkofalowców stanowią nasłuchowcy (SWL). Krótkofalowcy, jako jedyna grupa użytkowników urządzeń radiokomunikacyjnych, mogą pracować na samodzielnie skonstruowanych urządzeniach, bez starania się o uzyskanie dla nich dodatkowych homologacji.

## Historia
Początki radia amatorskiego, oraz radia w ogólnym znaczeniu, są ściśle związane z eksperymentami Guglielmo Marconiego. W latach 1895–1899 Marconi przeprowadził udane próby przesłania sygnału radiowego przez kanał La Manche, a w 1902 roku dokonał pierwszej transatlantyckiej transmisji radiowej. Należy jednak zaznaczyć, że o miano wynalazcy radia ubiegali się również inni naukowcy; istotny wkład w rozwój tej technologii mieli m.in. Nikola Tesla oraz Aleksandr Popow, którzy opracowali kluczowe komponenty urządzeń radiowych.

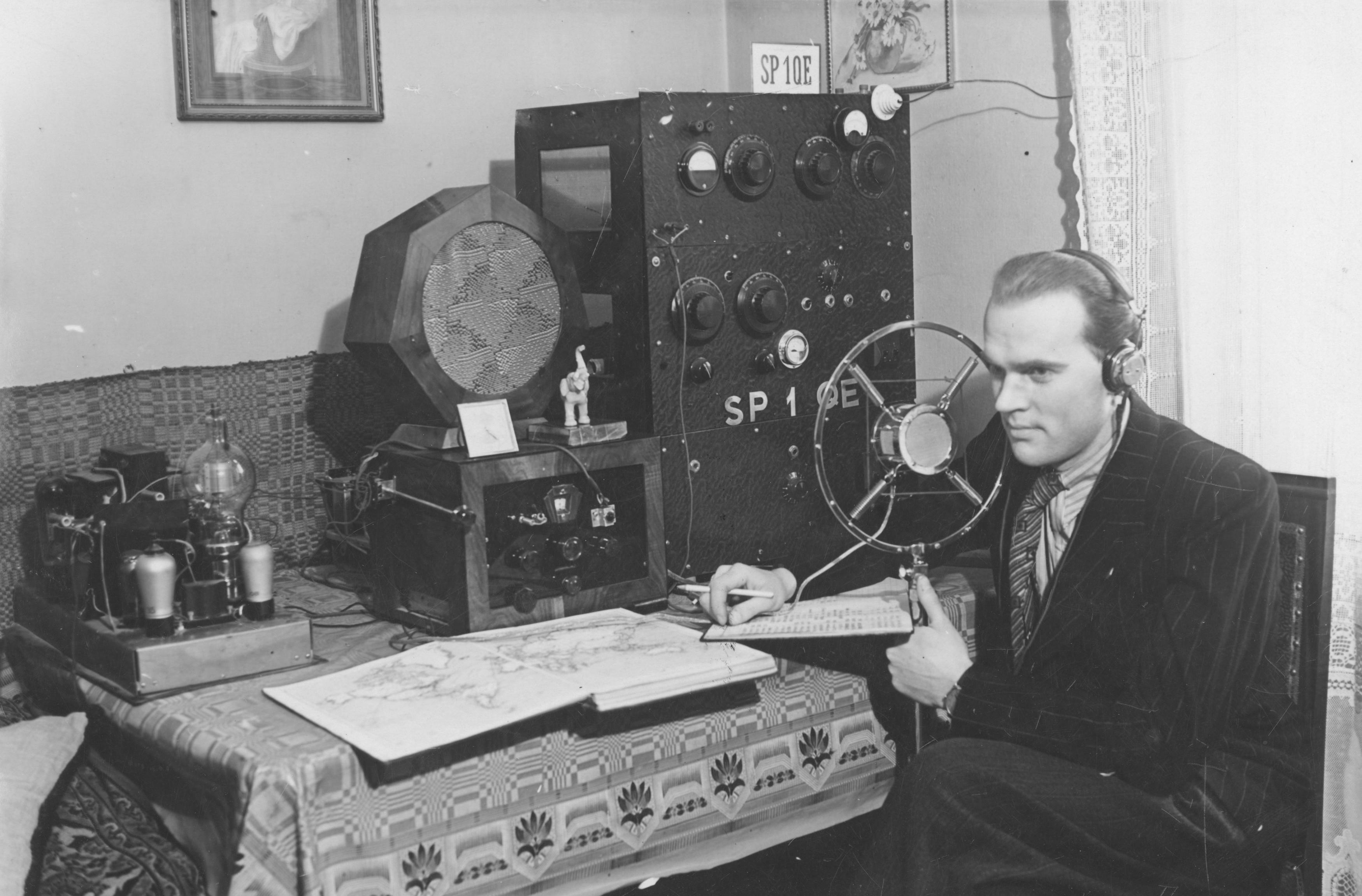
Krótkofalowiec Michał Wysokiński (SP1QE) w czasie pracy na radiostacji, 1950 r.

W ślad za dalszymi eksperymentami Marconiego, prowadzonymi w latach 1900–1908, na całym świecie entuzjaści zaczęli prowadzić własne próby z nowym medium. Pierwsze łączności amatorskie opierały się na alfabecie Morse’a i wykorzystywały nadajniki iskrowe. Działalność tych pionierów radiofonii amatorskiej położyła fundamenty pod rozwój współczesnej międzynarodowej komunikacji radiowej, zarówno amatorskiej, jak i profesjonalnej.
Katastrofa Titanica w kwietniu 1912 roku unaoczniła pilną potrzebę uregulowania komunikacji bezprzewodowej, podczas której chaos w eterze i brak wcześniejszych regulacji utrudniły skuteczne przekazanie sygnałów ratunkowych. W odpowiedzi, jeszcze w tym samym roku, Kongres Stanów Zjednoczonych uchwalił Ustawę Radiową (ang. Radio Act of 1912). Była to pierwsza amerykańska ustawa federalna wprowadzająca obowiązek uzyskania licencji na prowadzenie stacji radiowych, uchwalona w reakcji na rosnące zakłócenia w komunikacji radiowej, przy czym katastrofa Titanica stała się bezpośrednim impulsem do jej przyjęcia. Regulacja ta m.in. ograniczyła dostępne dla radioamatorów pasma do fal o długości poniżej 200 metrów (tj. częstotliwości powyżej 1500 kHz). Ówcześnie uważano te zakresy częstotliwości za technicznie nieużyteczne dla dalekosiężnej komunikacji, co przyczyniło się do przejściowego spadku liczby aktywnych radioamatorów.
Między 1927–1928 w Waszyngtonie odbyła się międzynarodowa konferencja radiotelegraficzna. Ustalono na niej, że pasmami radioamatorskimi będą fale radiowe o długości 80 m, 40 m, 20 m i 10 m. Oprócz bandplanu zostały przyjęte przedrostki (tzw. prefiksy) przed znakami wywoławczymi.
W 1961 roku wystartował pierwszy amatorski satelita OSCAR 1, który był pierwszym z cyklu radioamatorskich satelitów konstruowanych na całym świecie.
W 1979 w Genewie odbyła się Światowa Administracyjna Konferencja Radiowa (WARC). Wśród wielu dyskutowanych tematów na tym spotkaniu zapadła decyzja o przydzieleniu radioamatorom trzech nowych pasm 30 m, 17 m i 12 m.
W latach 80. XX wieku krótkofalowcy stworzyli system automatycznego przekazu i radiową transmisję cyfrowych pakietów zwaną Packet Radio. Ów skomputeryzowany system z powodzeniem został użyty do przekazywania komunikatów podczas katastrof.
Do 2003 roku (w Polsce do stycznia 2009) radioamatorzy-krótkofalowcy ubiegający się o niektóre rodzaje licencje nadawców musieli podczas egzaminów wykazać się znajomością nadawania i odbioru znaków alfabetu Morse’a. Światowa Konferencja Radiokomunikacyjna (WRC) na spotkaniu w Genewie w 2003 zdecydowała, że znajomość telegrafii nie jest już wymagana do otrzymania uprawnień licencji radiooperatora w służbie amatorskiej przy ubieganiu się o zezwolenie w zakresach fal krótkich (egzaminy na uzyskanie uprawnień do nadawania w amatorskich zakresach fal ultrakrótkich nie obejmowały wymogu znajomości telegrafii).

## Etymologia terminu ham radio
Termin „ham” był po raz pierwszy upowszechniony i uznany za pejoratywny termin używany w zawodowej telegrafii przewodowej w XIX w. w celu wykpiwania operatorów o słabych umiejętnościach wysyłania kodu Morse’a. Termin ten był nadal używany po wynalezieniu radia i rozpowszechnieniu się amatorskich eksperymentów z telegrafią bezprzewodową; wśród radiooperatorów zawodowych na lądzie i na morzu słowo „ham” uważano za uciążliwe.
Amatorskie środowisko radiowe zaczęło później odzyskiwać to słowo jako etykietę dumy i do połowy XX wieku straciło ono swoje pejoratywne znaczenie. Choć nie jest to akronim, często jest on mylnie pisany jako „HAM” dużymi literami.

## Radioamatorska aktywność i praktyka

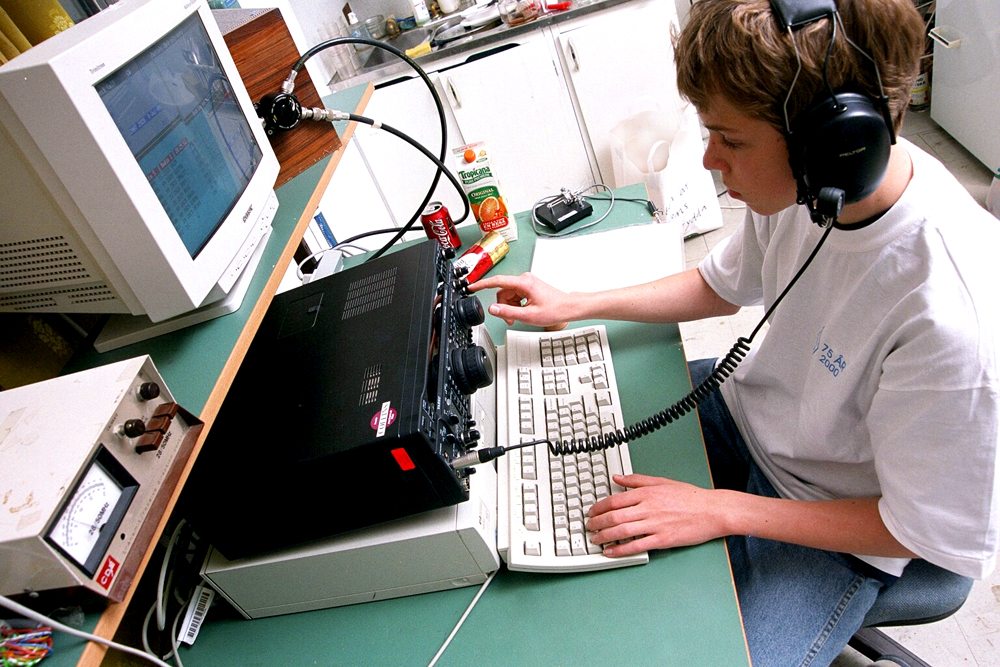
Krótkofalowiec przy pracy

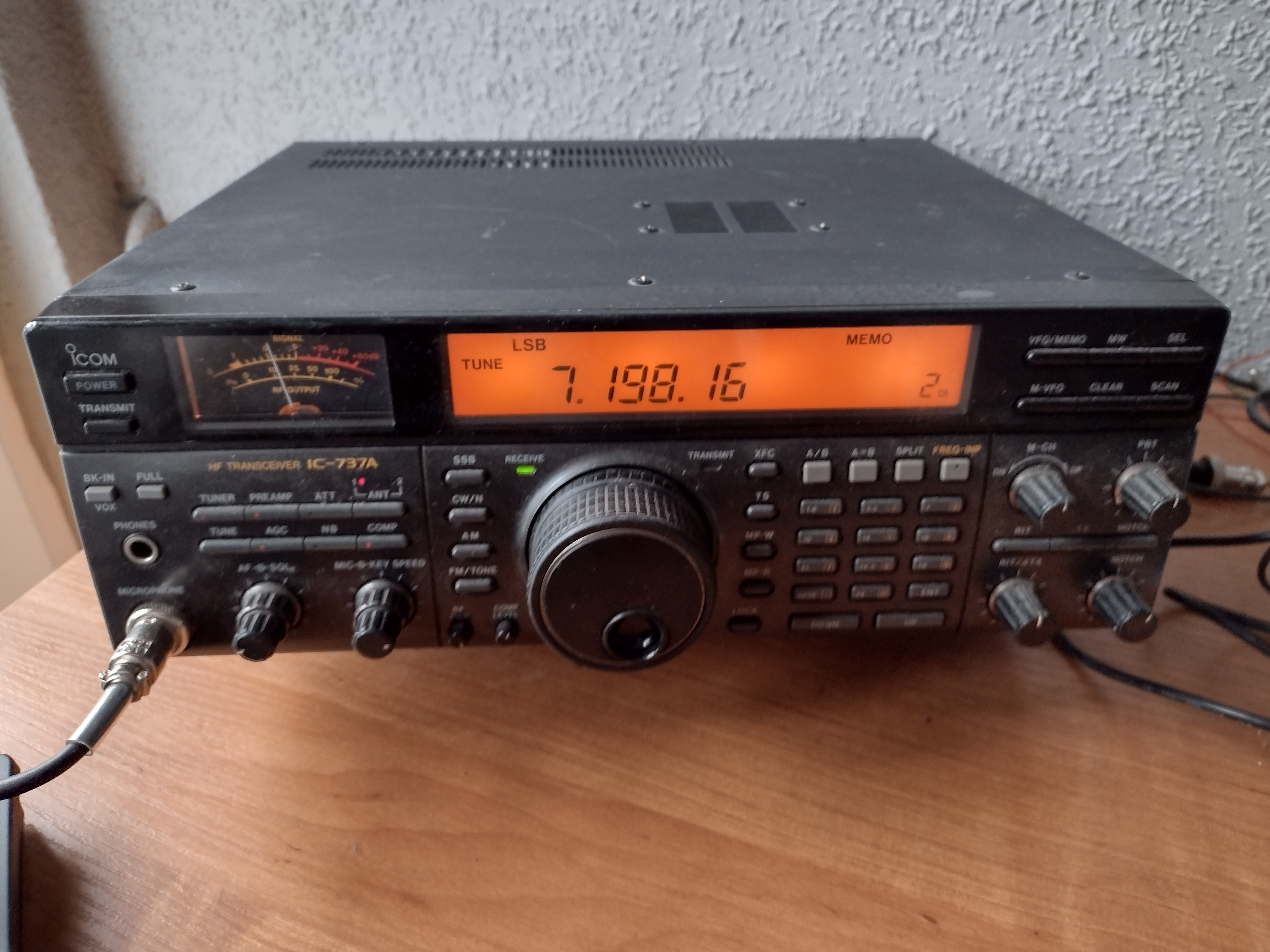
Transceiver (radiostacja) ICOM 737A

Ideą radioamatorstwa jest prowadzenie łączności za pośrednictwem fal radiowych z innymi licencjonowanymi radioamatorami z całego świata.
Do wzajemnej komunikacji amatorzy wykorzystują transceivery fabryczne oraz konstrukcje własne. Nawiązanie łączności odbywa się przy użyciu kilku rodzajów modulacji fali radiowej. Przesyłanie głosu, niezbędne do przeprowadzenia rozmowy, realizowane jest za pośrednictwem różnych typów emisji radiowych. Jedną z nich jest modulacja częstotliwości (FM), oferująca wysoką jakość sygnału audio, ponieważ większość zakłóceń radiowych ma charakter amplitudowy. Innym popularnym typem jest emisja jednowstęgowa (SSB), będąca pochodną emisji AM, charakteryzuje się wysoką sprawnością energetyczną. Zajmuje o połowę mniejszą szerokość pasma niż AM, co umożliwia pracę większej liczby stacji w danym zakresie częstotliwości.

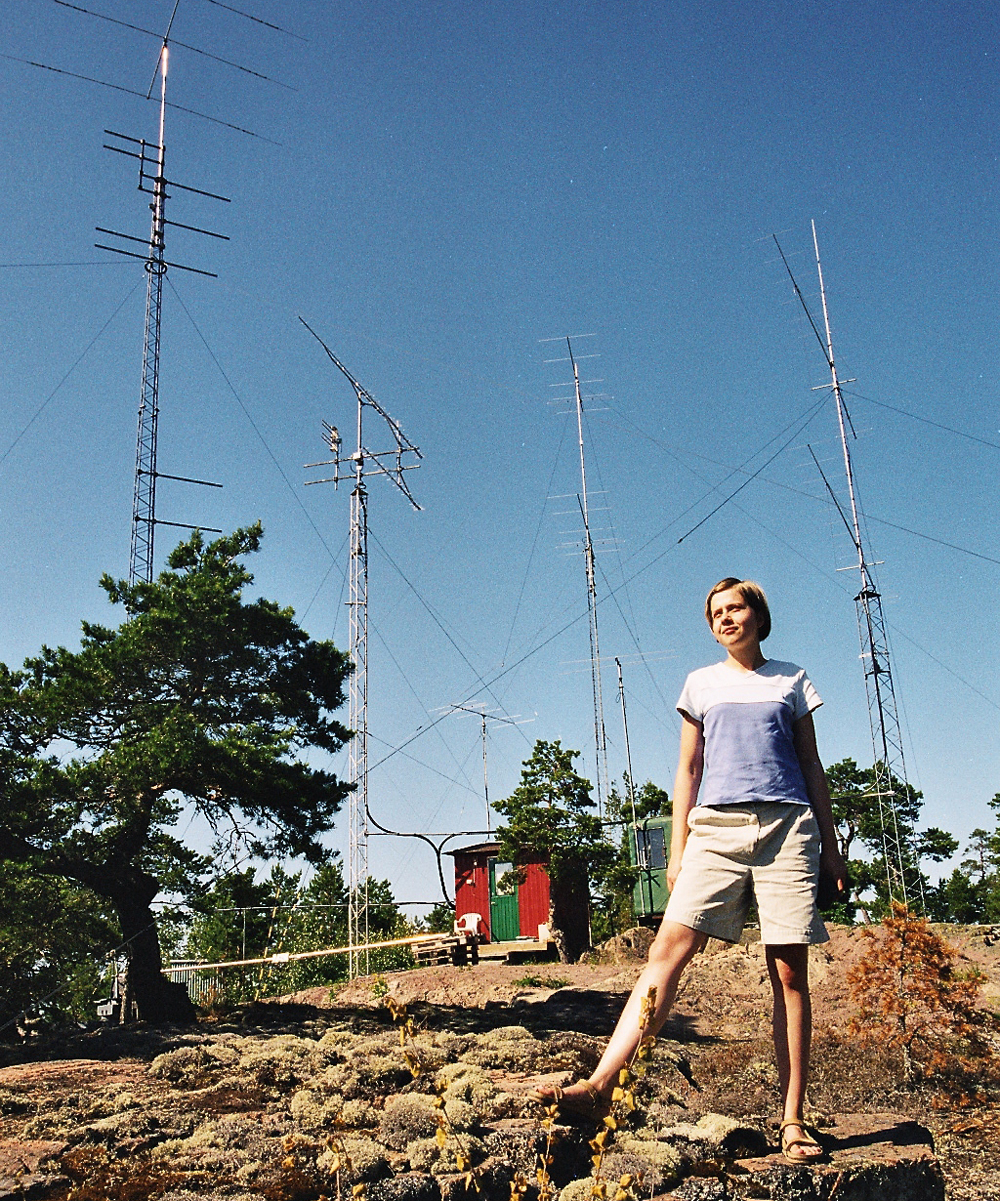
Polska radiooperatorka (SP5HNK) na Wyspach Alandzkich; w tle anteny lokalnego krótkofalowca (OH0JFP)

Oprócz łączności głosowych krótkofalowcy nadal używają telegrafii (CW), wykorzystującej alfabet Morse’a. W komunikacji telegraficznej, dla ułatwienia i przyspieszenia przekazu, stosuje się slang krótkofalarski oraz kod Q. Zaletą komunikacji alfabetem Morse’a jest możliwość uzyskania dalekiego zasięgu łączności, zwłaszcza przy dobrych warunkach propagacyjnych, co pozwala na kontakt z amatorami na całym świecie.
Rozwój komputerów osobistych przyczynił się do popularyzacji cyfrowych rodzajów emisji. Wymagają one podłączenia transceivera do komputera z odpowiednim oprogramowaniem. Popularnym trybem cyfrowym do przesyłania tekstu jest PSK31, natomiast SSTV umożliwia przesyłanie obrazów, np. kart QSL. W przeszłości emisje cyfrowe, takie jak RTTY, wymagały specjalistycznych urządzeń mechanicznych, np. dalekopisów. Nowoczesne, specjalizowane tryby cyfrowe, takie jak FT8 (obsługiwany m.in. przez oprogramowanie WSJT-X), pozwalają na nawiązywanie łączności przy bardzo małych mocach nadajnika, zwłaszcza na falach krótkich. Sygnał, w zależności od pasma, użytej mocy i warunków propagacyjnych, może dotrzeć do każdego zakątka globu, co przyczynia się do rosnącej popularności emisji cyfrowych.
System Echolink, wykorzystujący technologię VoIP, umożliwia operatorom komunikację przez lokalne przemienniki i węzły radiowe. IRLP pozwala na łączenie przemienników (repeaterów) w celu zwiększenia zasięgu. Inne tryby, np. MSK441 (również część pakietu WSJT-X), są wykorzystywane do łączności wykorzystujących odbicia fal radiowych od śladów meteorów (ang. Meteor burst communications) lub odbicia od Księżyca (EME – Earth-Moon-Earth).
Nawiązywanie łączności krótkofalarskiej podlega określonym zasadom i zwyczajom. Poszukiwanie korespondenta rozpoczyna się od wywołania ogólnego (CQ) lub wywołania stacji o konkretnym znaku wywoławczym. Po wymianie raportów RST (oceniających słyszalność i siłę sygnału) oraz podaniu swojego imienia i lokalizacji (QTH), przechodzi się do swobodnej rozmowy. Na pasmach amatorskich obowiązuje zwyczajowo zakaz poruszania tematów politycznych i religijnych oraz prowadzenia działalności komercyjnej. Kładzie się duży nacisk na kulturę wypowiedzi i wzajemny szacunek. Po zakończeniu łączności (QSO) krótkofalowcy często wymieniają karty QSL, będące jej pisemnym potwierdzeniem.
Krótkofalarstwo, oprócz aspektu hobbystycznego, pełni również funkcje społeczne, takie jak zapewnienie łączności awaryjnej w sytuacjach katastrof i klęsk żywiołowych.
Jednym z popularniejszych elementów krótkofalarstwa jest udział w zawodach krajowych i międzynarodowych.

## Emisje radiowe
Emisje foniczne
- SSB, DSB, FM, AM

Emisje cyfrowe
- FSK441, JT6M, JT65, JT9, FT8, FT4, RTTY

Emisje obrazkowe
- SSTV, ATV, Facsimile

## Pasma krótkofalarskie
- Pasmo 160 m – zaliczane do fal średnich jest najniższym pasmem fal radiowych przydzielonym krótkofalowcom w większości krajów. Pasmo czynne w nocy a warunki propagacyjne ulegają polepszeniu zimą[3].
- Pasmo 80 m – w ciągu dnia, w zależności od warunków atmosferycznych i jonosferycznych (propagacja), zasięg łączności wynosi do ok. 400 km. W nocy (szczególnie zimą, z uwagi na mniejsze szumy atmosferyczne) maksymalny zasięg rośnie do kilku tysięcy kilometrów[4].
- Pasmo 40 m – najbardziej przydatne jest dla krótkich i średnich odległości, od łączności lokalnych do 500–1500 km, zależnie od warunków i pory dnia. W wyższych szerokościach geograficznych łączność międzykontynentalna możliwa jest też w ciągu dnia w zimie. Przykładowo propagacja pomiędzy Japonią a Europą Północną otwiera się w godzinach przedpołudniowych od końca listopada, aż do końca stycznia, łączności long path z zachodnim wybrzeżem Stanów Zjednoczonych i Kanady możliwe są po południu[5].
- Pasmo 20 m – jest podstawowym pasmem do łączności średniego i dalekiego zasięgu. W Polsce podczas dnia umożliwia łączność z krajami europejskimi, rano można się spodziewać propagacji na Daleki Wschód, po południu i pod wieczór – na zachód (USA, Kanada), czasami jest także aktywne w nocy, dając szansę na bardzo dalekie łączności. Jedno z podstawowych pasm częstotliwości amatorskich zawierające się w granicach od 14,000 do 14,350 MHz dla krótkofalowców na całym świecie. Pasmo to jest powszechnie uważane za najlepsze pasmo do DX-owania i jest popularnym i przepełnionym pasmem podczas zawodów. Wpływa na to kilka czynników, m.in. duży rozmiar pasma (350 kHz)[6].

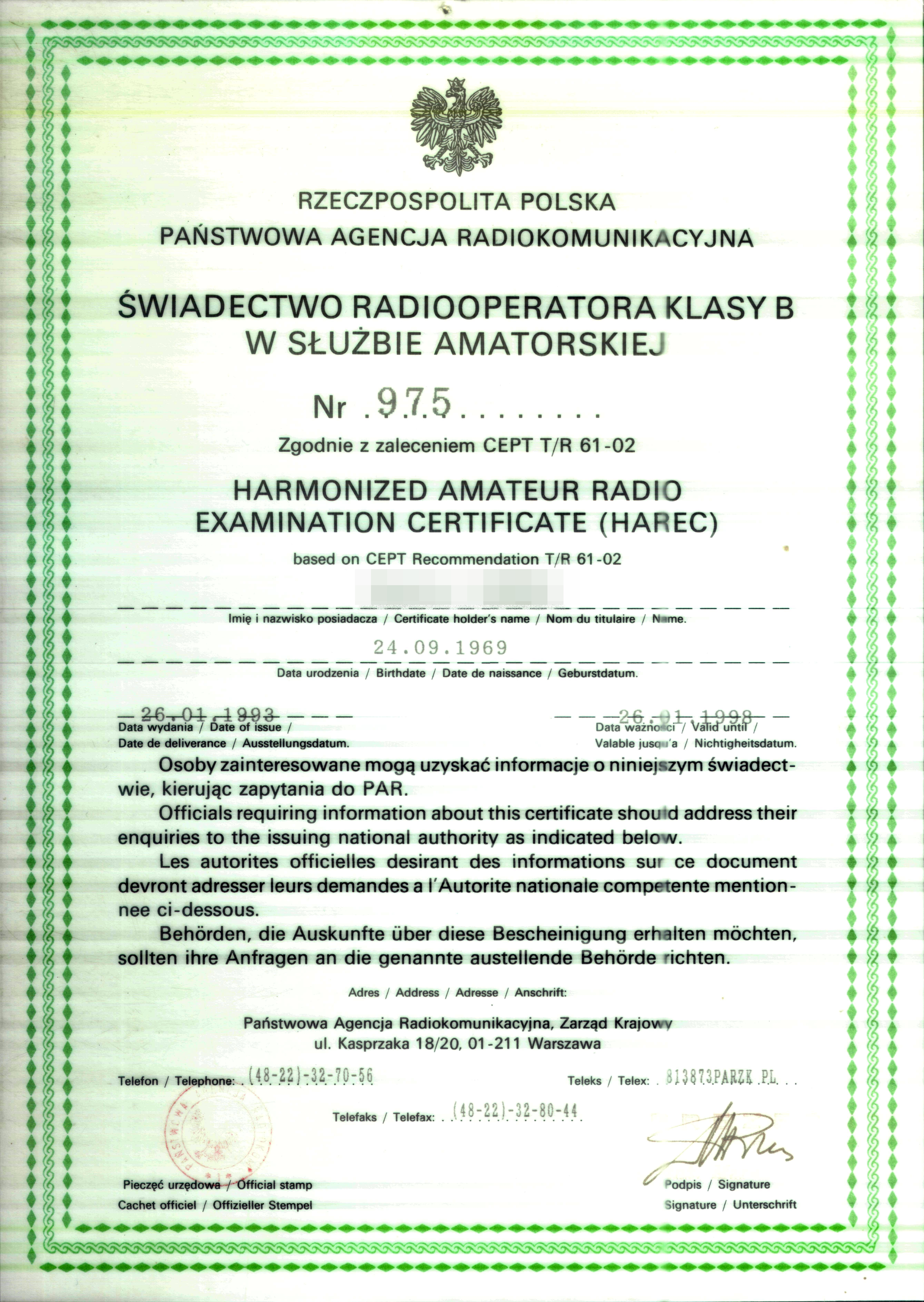
Świadectwo potwierdzające zdanie egzaminu radiooperatora, wystawione przez Państwową Agencję Radiokomunikacyjną

## Licencje radioamatorskie

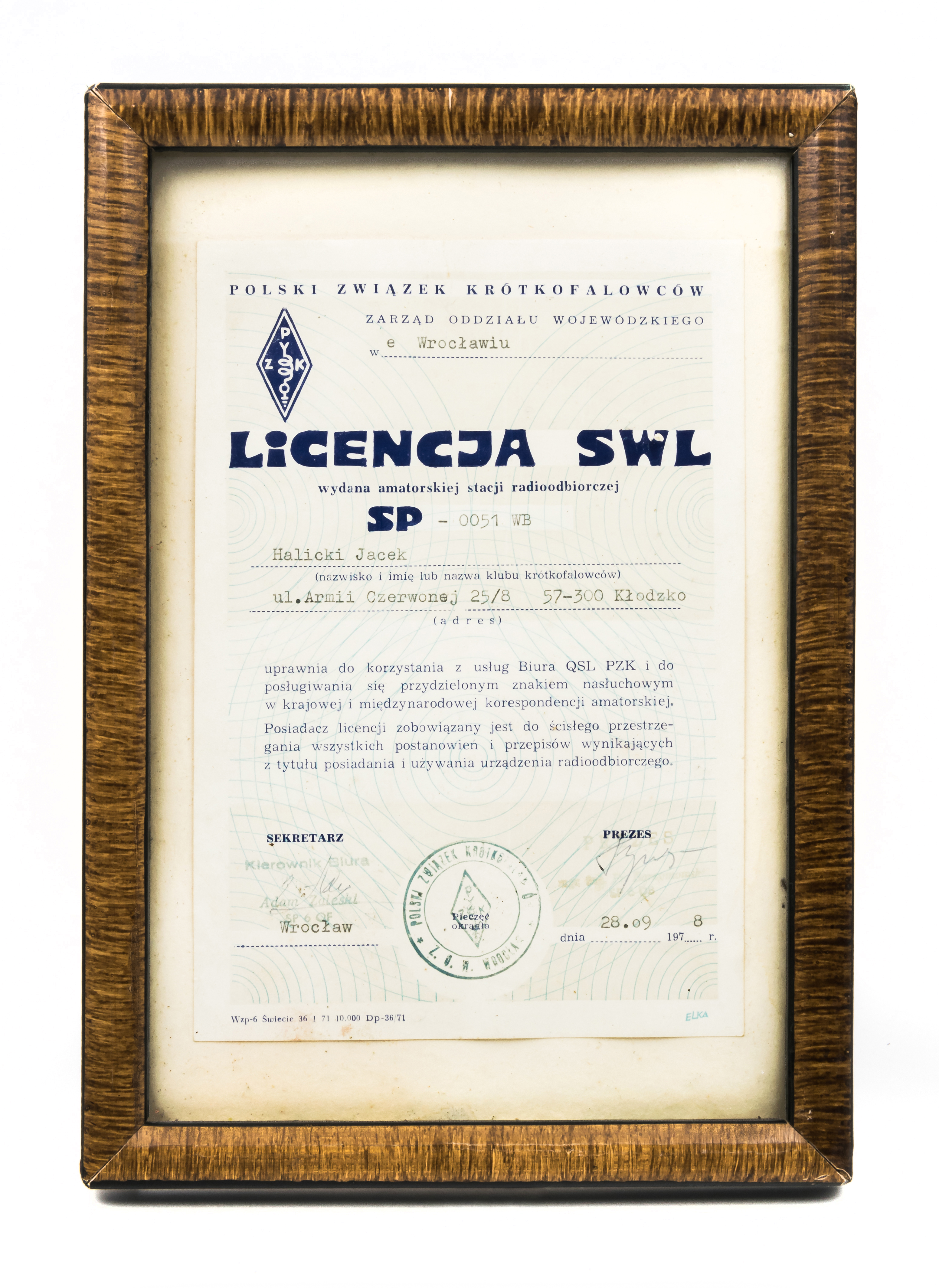
Krótkofalarska licencja nasłuchowa

Wszystkie kraje, które uprawniają obywateli do korzystania z radiofonii amatorskiej, wymagają od przyszłych operatorów wykazaniem się wiedzą i rozumieniem kluczowych pojęć niezbędnych w praktyce radioamatora, zazwyczaj poprzez zdanie egzaminu. Zezwala się na uprawnienia do korzystania z segmentów częstotliwości radiowych szerszą gamą technik komunikacyjnych. Nielicencjonowane osoby mogą korzystać z pasm radiowych (takich jak CB radio, FRS i PMR446), jednak wymaga się by owe urządzenia były homologowane i ograniczone co do zakresu i mocy dozwolonej na danym paśmie.
Amatorzy muszą zdać egzamin, wykazując się wiedzą techniczną, operatorską oraz znajomością wymagań prawnych i regulacyjnych po to, aby uniknąć nieporozumień między amatorami i innymi służbami radiowymi.

## Krótkofalarstwo w Polsce i na świecie
Początki zorganizowanego krótkofalarstwa w Polsce zaczynają się od 1924 roku, kiedy pojawiły się pierwsze zarejestrowane kluby radiowe oraz ukazały się pierwsze pisma radioamatorskie, takie jak: Radio-Amator oraz miesięcznik „Radio-Ruch”. Pierwsze łączności amatorskie w Polsce przeprowadził 6 grudnia 1925 roku Tadeusz Heftman, używając znaku TPAX z radioamatorem holenderskim, w kwietniu 1926 roku pod tym samym znakiem przeprowadził pierwszą w Polsce łączność międzykontynentalną z amerykańskim krótkofalowcem U1AAO.
W roku 1924 zmieniono również ustawę z dnia 27 maja 1919 r. o poczcie, telegrafie i telefonie, dopuszczając zakładanie i używanie na podstawie odpowiednich zezwoleń – prywatnych odbiorczych stacji radiotelegraficznych oraz radiotelefonicznych. 1 stycznia 1929 ukazał się pierwszy numer Krótkofalowca Polskiego, który z przerwami spowodowanymi wydarzeniami historycznymi przetrwał do dziś. Ukazywał się jako miesięcznik samodzielny lub wkładka do innych czasopism – Radioamator i Krótkofalowiec, potem Radioelektronik obecnie Świat Radio. Organizacją powstałą w lutym 1930 reprezentującą polskie krótkofalarstwo był Polski Związek Krótkofalowców. Pod koniec lat 30. XX w. z narastającą groźbą najazdu niemieckiego, krótkofalowcy skupieni w PZK kładli duży nacisk na wykorzystanie krótkofalowców oraz ich sprzętu i umiejętności do celów obronnych. Jednak sieć łączności amatorskiej przygotowana na wypadek wojny przez PZK została zburzona na skutek wydania zarządzenia Ministerstwa Poczt i Telegrafów w 1939 r. nakazującego rozmontowanie stacji i zwrot zezwoleń. Po wojnie w wyniku prowadzonych starań, w maju 1947 odbył się ogólnopolski zjazd delegatów klubów krótkofalowców, oraz została usankcjonowana przez władze działalność PZK.
Krótkofalowcy w Polsce używają znaków wywoławczych zaczynających się od liter prefiksów: HF, SN, SO, SP, SQ, 3Z (prefiks SR ma zastosowanie jedynie dla stacji bezobsługowych). Na świecie zarejestrowanych jest ponad 4 miliony krótkofalowców. Najwięcej z nich jest w Japonii, USA i Niemczech. W Polsce wydanych jest ponad 16 tysięcy pozwoleń służby radioamatorskiej osobom fizycznym oraz ponad tysiąc stacjom klubowym (stan na 15 czerwca 2024). Osób zrzeszonych w PZK jest 3366 z czego 3184 nadawców (stan na 7 maja 2025).
Najmłodszą na świecie osobą posiadającą krótkofalarską licencję, była Sara Bruno (KB9SEG), która w 1998 roku w wieku 4 lat opanowała alfabet Morse’a zdała egzamin pisemny oraz praktyczny przed komisją egzaminacyjną, jednak mogła pracować na radiostacji z licencją nowicjusza (ang. The US Novice License) tylko pod nadzorem swoich rodziców krótkofalowców, ojca Ronalda Bruno (KB9LY) oraz matki (KB9RVX), a najstarszym krótkofalowcem według Księgi rekordów Guinesa był Argentyńczyk Jose Vicichi (LU5AW), który był aktywnym radiooperatorem osiągając wiek 93 lat i 253 dni.
Światowy Dzień Krótkofalowca (ang. World Amateur Radio Day, WARD) obchodzony jest corocznie 18 kwietnia w rocznicę utworzenia w 1925 roku Międzynarodowej Unii Radioamatorskiej (ang. International Amateur Radio Union).

### Znani krótkofalowcy
Do osób, którzy byli lub są krótkofalowcami, należą m.in.:
- Marlon Brando (FO5GJ) – amerykański aktor[13]
- Chet Atkins (WA4CZD) – amerykański muzyk country[14]
- Maksymilian Maria Kolbe (SP3RN) – polski franciszkanin, męczennik[15]
- Rajiv Gandhi (VU2RG) – polityk, premier Indii[16]
- Bhumibol Adulyadej (HS1A) – król Tajlandii[17]
- Noor (JY1NH) – królowa Jordanii[18]
- Husajn ibn Talal (JY1) – król Jordanii[19]
- Carlos Saúl Menem (LU1SM) – prezydent Argentyny[20]
- Charles Brady (N4BQW) – amerykański astronauta[21]
- Józef Adam Stanisław Mickiewicz (SP3SM, SP1AE) – pilot obserwator w stopniu kapitana, pionier polskiego krótkofalarstwa
- Juan Carlos (EA0JC) – król Hiszpanii[22]
- Joseph Taylor (K1JT) – astrofizyk, laureat nagrody Nobla
- Dennis Tito (KG6FZX) – miliarder, astronauta-turysta[23]
- Stanisław Tymiński (VE3MLB) – kandydat w polskich wyborach prezydenckich w 1990 i 2005 roku
- Joko Widodo (YD2JKW) – prezydent Indonezji (2014-2024)[24]
- Friedrich Merz (DK7DQ) – kanclerz Niemiec (od 2025)[25]